# لوئیجی اسکالیا
لوئیجی اسکالیا (انگلیسی: Luigi Scaglia؛ زادهٔ ۲۳ نوامبر ۱۹۸۶) بازیکن فوتبال اهل ایتالیا است.
از باشگاه‌هایی که در آن بازی کرده‌است می‌توان به باشگاه فوتبال تورینو، باشگاه فوتبال پارما، باشگاه فوتبال کرمونزه، باشگاه فوتبال برشا، باشگاه فوتبال لاتینا، و باشگاه فوتبال آ. ث. لومتزانه اشاره کرد.